# Psilogobius
Psilogobius is een geslacht van straalvinnige vissen uit de familie van grondels (Gobiidae).

## Soorten
- Psilogobius mainlandi Baldwin, 1972
- Psilogobius prolatus Watson & Lachner, 1985
- Psilogobius randalli (Goren & Karplus, 1983)